# Shancheng
För andra betydelser, se Shancheng (olika betydelser).
Shancheng är ett stadsdistrikt i Hebi i Henan-provinsen i norra Kina.